# Feliks Dąbrowski (oficer)
Feliks Dąbrowski (ur. 18 czerwca 1895 w Mszczonowie, zm. 13 kwietnia 1986 w Poznaniu) – major piechoty Wojska Polskiego.

## Życiorys
Urodził się 18 czerwca 1895 w Mszczonowie, pow. błońskim, jako syn Adama.
Do Wojska Polskiego został przyjęty z byłych Korpusów Wschodnich i byłej armii rosyjskiej. Służył w 19 Pułku Piechoty. 3 maja 1922 został zweryfikowany w stopniu kapitana ze starszeństwem z 1 czerwca 1919 i 781. lokatą w korpusie oficerów piechoty, a jego oddziałem macierzystym był nadal 19 pp we Lwowie. Później został przeniesiony do 55 pułku piechoty w Lesznie. 3 maja 1926 został mianowany majorem ze starszeństwem z 1 lipca 1925 i 80. lokatą w korpusie oficerów piechoty. W tym samym miesiącu został wyznaczony w macierzystym 55 pp na stanowisko dowódcy I batalionu. W lipcu 1929 został przesunięty na stanowisko kwatermistrza. We wrześniu 1930 został przeniesiony do Powiatowej Komendy Uzupełnień Kałusz na stanowisko kierownika I referatu. W 1932 był już komendantem tej jednostki. W marcu 1934 został zwolniony z zajmowanego stanowiska i oddany do dyspozycji dowódcy Okręgu Korpusu Nr VI. Z dniem 31 lipca 1934 tego roku został przeniesiony w stan spoczynku.
Zmarł 13 kwietnia 1986 w Poznaniu. Pochowany 21 kwietnia 1986 na Cmentarzu na Junikowie (pole 15, kwatera E-5-6).

## Ordery i odznaczenia
- Krzyż Walecznych (dwukrotnie[12]
- Medal Niepodległości (16 marca 1933)[17]
- Medal Zwycięstwa („Médaille Interalliée”)